# Adam Faith
Adam Faith, geboren als Terence Nelhams, (Acton, 23 juni 1940 – Stoke-on-Trent, 8 maart 2003) was een Britse popzanger, acteur en producent. Als tieneridool scoorde hij opeenvolgende nummer 1-hits in de UK Singles Chart met What Do You Want? (1959) en Poor Me (1960). Hij werd de eerste Britse artiest die zijn eerste zeven hits in de top 5 plaatste en was uiteindelijk een van de meest in de hitlijst gebrachte acts van de jaren 1960. Hij was ook een van de eerste Britse acts die regelmatig originele nummers opnam. Faith had ook een succesvolle acteercarrière en verscheen als Dave in de tiener-exploitatiefilm Beat Girl (1960), de gelijknamige hoofdrol in de ITV-televisieserie Budgie en Frank Carver in het BBC-komediedrama Love Hurts.

## Biografie

### Het vroege leven en onderwijs
Terence Nelhams Wright werd geboren op 23 juni 1940 in Acton, Middlesex (nu Londen) als zoon van buschauffeur Alfred Richard Nelhams en schoonmaakster Ellen May Burridge, voormalig echtgenote van Cecil G. Wright, van wie ze uit elkaar was, maar niet gescheiden. Zijn ouders trouwden in 1953. Bekend als Terry Nelhams, wist hij niet dat zijn naam Terence Nelhams Wright was totdat hij een paspoort aanvroeg en zijn geboorteakte verkreeg. Als derde in een gezin van vijf kinderen groeide Nelhams op in een gemeentehuis in een arbeiderswijk in Londen, waar hij naar de John Perryn Junior School ging. Hij had zijn eerste baan op 12-jarige leeftijd, waarbij hij parttime kranten bezorgde en verkocht terwijl hij nog op school zat. Zijn eerste fulltime baan was als klusjesman voor een zeefdrukker.

### Muziekcarrière
Faith werd een van de belangrijkste vroege popsterren van Groot-Brittannië. Hij schreef niet zijn eigen materiaal en veel van zijn vroege succes was door samenwerking met songwriters Les Vandyke en John Barry, wiens arrangementen waren geïnspireerd door de pizzicato-arrangementen voor It Matter Anymore van Buddy Holly.
Faith begon zijn muzikale carrière in 1957, terwijl hij als filmsnijder in Londen werkte in de hoop acteur te worden, te zingen met en leiding te geven aan de skiffle-groep The Worried Men. De groep speelde na het werk in Soho-koffiebars en werd de vaste band van de 2i's Coffee Bar, waar ze bij het  livemuziekprogramma Six-Five Special van BBC Television speelden. Producent Jack Good was onder de indruk van de zanger en regelde een solo-opnamecontract bij HMV onder de naam Adam Faith.
Zijn debuutplaten (Got a) Heartsick Feeling en Brother Heartache and Sister Tears in januari 1958 haalden de hitparade niet. Good gaf hem een rol in de show van Six-Five Special, samen met The John Barry Seven, maar de show stopte na vier optredens. Zijn tweede publicatie later dat jaar was een cover van High School Confidential van Jerry Lee Lewis, ondersteund met het door Burt Bacharach en Hal David geschreven Country Music Holiday, maar ook dit mislukte.
Faith ging weer aan het werk als filmsnijder bij National Studios in Elstree tot maart 1959, toen Barry hem uitnodigde om auditie te doen voor de BBC TV rock-'n-roll show Drumbeat. Producent Stewart Morris gaf hem een contract voor drie shows, verlengd tot 22 weken. Zijn contract met HMV was afgelopen en hij zong het nummer I Vibrate op een zes-nummerige ep uitgebracht door Fontana Records. Barry's manager Eve Taylor bezorgde hem een contract bij Top Rank Records, maar zijn enige plaat Ah, Poor Little Baby/Runk Bunk, geproduceerd door Tony Hatch, kwam niet in de hitlijst vanwege een gebrek aan publiciteit veroorzaakt door een nationale drukkersstaking.
Ondanks de mislukking werd Faith populair door televisieoptredens. Hij werd acteur door drama- en voordrachtlessen te volgen. Het script vroeg Faith om liedjes te zingen en omdat Barry Faiths opnamen en live Drumbeat-materiaal regelde, vroeg de filmmaatschappij hem om de partituur te schrijven. Dat was het begin van Barry's opmerkelijke carrière in de filmmuziek.
Het succes van Faith bij Drumbeat maakte een nieuw platencontract mogelijk met Parlophone. Zijn volgende plaat What Do You Want? uit 1959, geschreven door Les Vandyke en geproduceerd door Barry en John Burgess, kreeg goede recensies bij NME en andere kranten en werd ook een hit in de Juke Box Jury. Dit werd zijn eerste nummer één hit in de UK Singles Chart.
What Do You Want? was de eerste nummer 1-hit voor Parlophone en Faith was de enige popact bij het label. Met zijn volgende twee single-publicaties Poor Me (nog een hittopper) en Someone Else's Baby (een Britse nummer 2) vestigde Faith zich als een prominente rivaal van Cliff Richard in de Britse populaire muziek. Een Britse variététournee werd gevolgd door een seizoen van 12 weken in de Blackpool Hippodrome in de zomer van 1960 en een optreden in de Royal Variety Show. In oktober verscheen hij in de film Beat Girl.
De volgende publicatie van Faith was de dubbele A-kant-single Made You/When Johnny Comes Marching Home, die de top tien haalde, ondanks een BBC-verbod voor Made You voor 'een onzedelijke en wellustige tekst'. Zijn nieuwe plaat Lonely Pup (In a Christmas Shop) uit 1960, die samenviel met zijn kerstpantomime, kreeg een zilveren schijf. Zijn debuutalbum Adam werd uitgebracht op 4 november 1960 en kreeg lovende kritieken vanwege de inventiviteit van Barry's arrangementen en Faiths eigen uitvoeringen. Het materiaal varieerde van standards als Summertime, Hit the Road to Dreamland en Singin' in the Rain tot meer eigentijdse nummers, zoals I'm a Man van Doc Pomus en Mort Shuman, Fare Thee Well My Pretty Maid van Johnny Worth en Wonderful Time van Howard Guyton.
Op 20-jarige leeftijd kocht hij een huis in de buurt van Hampton Court voor £ 6.000, waarnaar hij met zijn gezin verhuisde vanuit hun huis in Acton. In december 1960 werd hij de eerste popartiest die verscheen in de tv-interviewserie Face to Face met John Freeman. Faith maakte nog zes albums en 35 singles, met in totaal 24 hitlijsten, waarvan 11 in de top tien van het Verenigd Koninkrijk, inclusief zijn twee nummer één. Tien van de elf singles die de top tien haalden, haalden ook daadwerkelijk de top 5. Faith wist twintig opeenvolgende singles in de UK Singles Chart te plaatsen, te beginnen met What Do You Want? in november 1959 en als hoogtepunt in I Love Being in Love with You medio 1964, wat een hele prestatie was voor een Britse artiest uit de tijd van Faith.
Faiths laatste top tien hit in het Verenigd Koninkrijk (in oktober 1963) was The First Time (#5), wat ook zijn eerste single was met zijn begeleidingsgroep The Roulettes in 1963 en 1964, verworven om Faith's muziek voordeel te geven in overeenstemming met de Merseybeat sound die op dat moment de Britse hitlijsten bestormde. Zijn single I Survived uit 1974 haalde de top 30 van de Capital Countdown bij de Londense Capital Radio.
Profiterend van het enthousiasme van het Amerikaanse publiek voor alle Britse artiesten op het hoogtepunt van de Britse invasie in 1964-1965, slaagde Faith erin om de single It's Alright te registreren in de top 40 van de Amerikaanse Billboard Hot 100 (die niet werd uitgebracht als single in zijn geboorteland). De tienerpop van Faith werd halverwege de jaren 1960 minder populair in concurrentie met The Beatles. In 1967 nam hij het psychedelisch klinkende Cowman, Milk Your Cow op, geschreven door Barry en Robin Gibb en in september datzelfde jaar als single uitgebracht. Het jaar daarop nam Faith afscheid van EMI Records.
In de jaren 1970 ging Faith over naar muziekmanagement, waar hij onder meer Leo Sayer begeleidde. Faith onderhandelde een voorschot voor zijn eigen comebackalbum met Warner Bros. Records, waarbij hij de helft gebruikte om het album I Survive op te nemen (dat niet in de hitlijsten kwam) en de andere helft om Sayer te financieren. Faith en zijn voormalige drummer David Courtney co-produceerden Sayers eerste hits The Show Must Go On en One Man Band. Faith was ook de co-producent van Roger Daltrey's eerste soloalbum Daltrey, met daarop de hitsingle Giving It All Away, geschreven door Sayer.

### Film-, televisie- en theatercarrière
Terwijl hij zijn muzikale carrière nastreefde, verscheen Faith in bijrollen in films zoals Beat Girl (1960) en Never Let Go (1960), en televisiedrama's zoals de Rediffusion/ITV-serie No Hiding Place. In 1961 speelde Faith in What a Whopper, ondersteund door Sid James, Spike Milligan, Wilfrid Brambell, Carole Lesley en anderen die destijds bekend waren. Een komedie over een schrijver die een nep-waarneming van het monster van Loch Ness in scène zet, werd geschreven door Terry Nation met muziek van John Barry. Faith zong de titelsong en The Time Has Come. Hij had een kleine rol in What a Carve Up! (1961) met Sid James en Kenneth Connor.
In 1962 speelde Faith samen met Donald Sinden en Anne Baxter in de film Mix Me a Person, waarin hij een arbeidersjongen speelde die valselijk werd beschuldigd van moord. De thriller kreeg een X-certificaat (het moderne equivalent zou een VK 18-certificaat zijn) door de British Board of Film Censors.
Na het vertrek van Faith in 1968 van zijn platenlabel EMI, concentreerde hij zich op acteren, met name repertoiretoneel. Na een aantal kleine rollen kreeg hij een meer substantiële rol in het toneelstuk Night Must Fall, tegenover Dame Sybil Thorndike. In de herfst van 1969 nam hij de leiding in een tourneeproductie van Billy Liar.
Faith speelde de gelijknamige held in de televisieserie Budgie (LWT/ITV) uit de vroege jaren 1970 over een ex-gevangene. Hij was het onderwerp van This Is Your Life in 1971 toen hij werd verrast door Eamonn Andrews.
De acteercarrière van Faith liep terug na een auto-ongeluk in 1973 waarbij hij bijna een been verloor. Hij herstartte met een rol in Stardust (1974) als de manipulatieve manager van rockster David Essex, waarvoor hij werd genomineerd voor een BAFTA-award. Ondanks dit succes bleef hij enkele jaren terughoudend om op te treden en keerde hij terug naar muziekgerelateerde ondernemingen.
In 1980 speelde hij met Roger Daltrey in McVicar en speelde opnieuw een rockbandmanager in Foxes, met Jodie Foster als zijn dochter.
Faith speelde de rol van James Crane in de tv-film Minder on the Orient Express uit 1985 als onderdeel van de Minder-franchise. Van 1992 tot 1994 verscheen hij in de tv-serie Love Hurts met in de hoofdrol Zoë Wanamaker.
In 2002 verscheen hij in de BBC-serie The House That Jack Built. In 2003 verscheen hij in een aflevering van Murder in Mind.

## Latere jaren en overlijden
Faith trouwde in 1967 met Jackie Irving en ze kregen een dochter, Katya Faith, die televisieproducente werd.
In de jaren 1980 werd Faith belegger en financieel adviseur. In 1986 werd hij aangenomen als financieel journalist door de Daily Mail en zijn zusterkrant The Mail on Sunday. Faith en zakenpartner Paul Killik waren de belangrijkste investeerders achter het Britse televisiestation Money Channel. Toen het kanaal in juni 2002 werd gesloten, werd Faith failliet verklaard, vanwege een gerapporteerde £ 32 miljoen. De Engelse filmregisseur en producent Michael Winner verklaarde dat Faith zijn investeringsadviseur was, wat leidde tot aanzienlijke verliezen op twee verschillende investeringen.
In 1986 onderging Faith een openhartoperatie. In 2003 werd hij ziek na zijn avondvoorstelling in de tourneeproductie van Love and Marriage in Stoke-on-Trent en overleed de volgende ochtend op 8 maart 2003 aan een hartaanval in het North Staffordshire Hospital.

## Discografie

### Hitsingles
- 1959: What Do You Want?
- 1960: Poor Me
- 1960: Someone’s Else’s Baby
- 1960: When Johnny Comes Marching Home / Mad You
- 1960: How About That
- 1960: Lonely Pup (In a Christmas Shop)
- 1961: Who Am I / This Is it!
- 1961: The Time Has Come
- 1962: As You Like It
- 1962: Don’t That Beat All
- 1963: The First Time
- 1964: It's Alright

## Filmografie

### Film
| Jaar | Film                           | Rol           | Regisseur          | Opmerking |
| ---- | ------------------------------ | ------------- | ------------------ | --------- |
| 1960 | Never Let Go                   | Tommy Towers  | John Guillermin    |           |
| 1960 | Beat Girl (aka Wild For Kicks) | Dave          | Edmond T. Gréville |           |
| 1961 | What a Whopper                 | Tony          | Gilbert Gunn       |           |
| 1962 | Mix Me a Person                | Harry Jukes   | Leslie Norman      |           |
| 1974 | Stardust                       | Mike          | Michael Apted      |           |
| 1979 | Yesterday's Hero               | Jake          | Neil Leifer        |           |
| 1980 | Foxes                          | Bryan         | Adrian Lyne        |           |
| 1980 | McVicar                        | Walter Probyn | Tom Clegg          |           |

### Televisie
| Jaar      | Titel                          | Rol                  | Opmerking                         |
| --------- | ------------------------------ | -------------------- | --------------------------------- |
| 1959      | No Hiding Place                | Vince                | 1.03 Wheels of Fury               |
| 1966      | Seven Deadly Sins              | Watcher              | 1.05 In the Night                 |
| 1971-1972 | Budgie                         | Ronald 'Budgie' Bird | 26 afleveringen                   |
| 1977      | McCloud                        | Inspector Craig      | 7.05 London Bridges               |
| 1984      | Just Another Little Blues Song | Frank                | televisiefilm                     |
| 1985      | Minder                         | James Crane          | 6.07 Minder on the Orient Express |
| 1992-1994 | Love Hurts                     | Frank Carver         | 30 afleveringen                   |
| 2002      | The House That Jack Built      | Jack Squire          | 6 afleveringen                    |
| 2003      | Murder in Mind                 | Terry Cameron        | 3.05 Contract                     |

- Biblioteca Nacional de España: XX891443
- Bibliothèque nationale de France: cb13921609j (data)
- Gemeinsame Normdatei: 120393379
- International Standard Name Identifier: 0000 0000 5947 0729
- Library of Congress Control Number: no2001055071
- MusicBrainz: e3cd1a30-7c61-49b0-bbdd-39425200334b
- Nationale Bibliotheek van Tsjechië: xx0214861
- Nederlandse Thesaurus van Auteursnamen: 097693847
- Système universitaire de documentation: 159835747
- Virtual International Authority File: 10035286
- WorldCat: E39PBJvXdTRy4TTrDHv8PMqbBP